# Semionotidae
Semionotidae é uma família de peixes fósseis.

## Gêneros
- Semionotus Agassiz, 1832
- Lepidotes Agassiz, 1832
- Paralepidotus
- Cyrodus
- Pliodetes
- Araripelepidotes
- Austrolepidotes